# هات من الآخر
هات من الآخر هو برنامج اجتماعي كوميدي، يسلط الضوء على السلوكيات الخاطئة التي يعاني منها المجتمع الأردني المحلي. يقوم البرنامج على مجموعة من الإسكتشات التمثيلية الكوميدية التي تتناول مواقف سلوكية اجتماعية وسياسية، تهدف إلى إيصال رسالة ذات مغزى للمشاهد. ويعمل البرنامج على معالجة السلوكيات الخاطئة في المجتمع المحلي، وذلك عبر أبراز هموم ومشاكل المواطن الأردني الناتجة عن الممارسات السلبية. يقدم البرنامج الفنان الأردني حسين طبيشات من خلال شخصية العم غافل.